# Glimt fra Storebælt under Krigen - No. 1, 1943
Glimt fra Storebælt under Krigen - No. 1, 1943 er en dansk dokumentarisk optagelse fra 1944.

## Handling
Den udbrændte Storebæltsfærge M/S "Sjælland" efter sabotagen den 3. november 1943. To eksplosioner dræbte tre brandfolk samt en passager, og 19 blev såret. I februar 1944 bugseres færgen til Nakskov Skibsværft og renoveres totalt - pris ca. 4,4 mio. kr. Sabotageaktionen medfører øjblikkeligt visitation af de rejsende og deres bagage inden overfarten - en tids- og tålmodighedskrævende procedure for såvel de rejsende som for Statsbanerne. Under overfarten spærres alle saloner under dæk, så mange af de rejsende må tilbringe overfarten udenfor på promenadedækket. Heldigvis er vinteren 1943 ikke så kold.